# Puccinellia kuenlunica
Puccinellia kuenlunica är en gräsart som beskrevs av Nikolai Nikolaievich Tzvelev. Puccinellia kuenlunica ingår i släktet saltgrässläktet, och familjen gräs. Inga underarter finns listade i Catalogue of Life.